# Beleg van Deventer (1591)

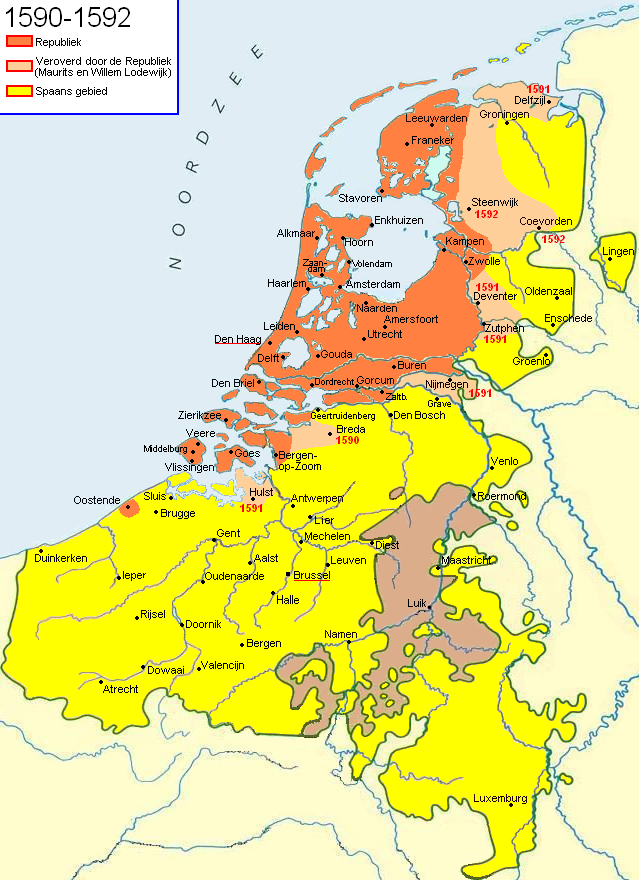
Situatie in de Nederlanden tussen 1590 en 1592

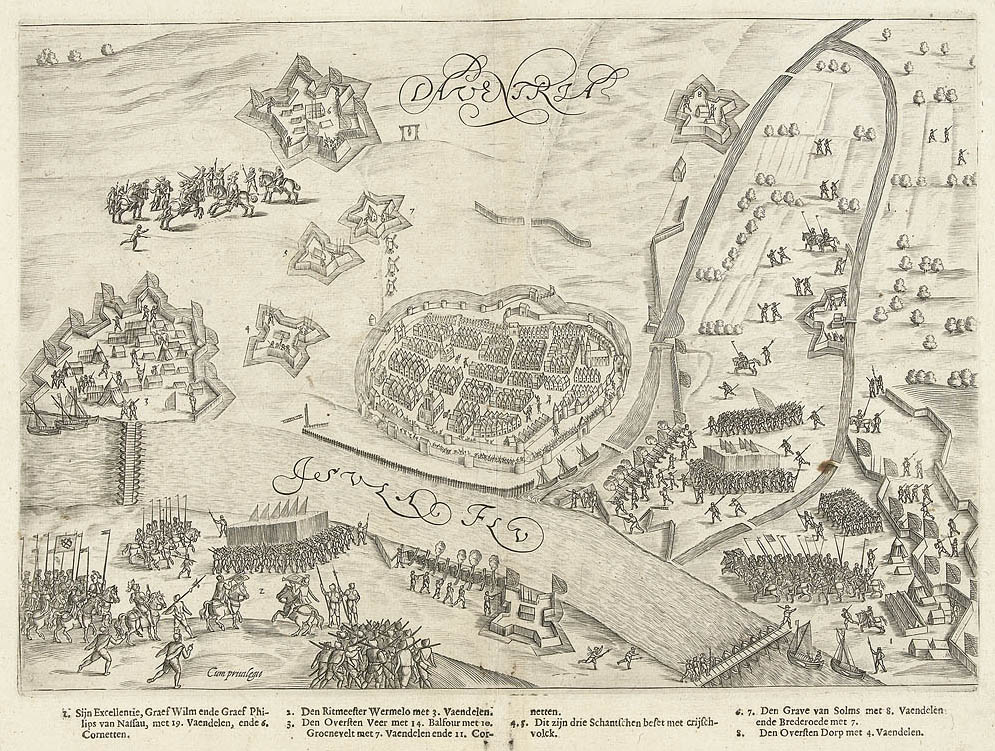
Weergave van het Beleg van Deventer in 1591

Het Beleg van Deventer in 1591 was een belegering van de stad Deventer door een Staats leger van prins Maurits. Na de verovering in 1578 door de Staatsen onder bevel van de graaf van Rennenberg was Deventer in 1587 weer in 'Spaanse' handen geraakt na verraad van de gouverneur William Stanley. De stad werd nu tegen de hevige aanvallen van het leger van Maurits verdedigd door een twaalfhonderd koppig garnizoen onder leiding van de stadhouder in Spaanse dienst Herman van den Bergh, zoon van Willem IV van den Bergh. Op 10 juni 1591 moest de stad zich echter overgeven aan de Staatse troepen.

## Aanloop
De Staatse legers waren in een periode waarin veel overwinningen werden behaald. Die periode wordt achteraf ook wel de Tien Jaren genoemd. In 1591 waren Staatse legers op meerdere fronten actief. Maurits had plannen gemaakt voor een veldtocht in het oosten, waarna hij ook Hulst in het zuiden van de Nederlanden ging belegeren. Na de snelle verovering van Zutphen, was het plan eerst om Coevorden aan te vallen, omdat Deventer te sterk werd geacht door de aanwezigheid van een groot garnizoen. Maar vanwege het langzame vervoer over land van het geschut, werd besloten om de IJssel te gebruiken als vervoersader. De ongeveer 9000 soldaten en nog eens 1600 ruiters worden per schip naar het noorden vervoerd. Door de snelle verovering van Zutphen kreeg Maurits voldoende vertrouwen om een poging te doen tot inname van Deventer.
Deventer was in de jaren na 1578 verarmd en ontvolkt. Woonden er in 1578 nog ongeveer 7000 mensen in de stad, in 1591 was dat minder dan de helft. Verdediger Herman van den Bergh had de beschikking over circa 1200 soldaten. Dit waren met name Duitsers en Walen. Hun grootste probleem was dat er amper voorraden in de stad aanwezig waren.

## Belegering
Na aankomst bij Deventer op 31 mei legerde Maurits zijn troepen rondom de stad. Enkele eenheden werden op de westoever van de IJssel geplaatst, een aantal op de Galgebelt in het noordoosten en de rest werd verdeeld over vier forten. Hierdoor was de stad onmiddellijk hermetisch van de buitenwereld afgesloten. De eenheden van Maurits hadden ten noorden en ten zuiden van de stad een schipbrug gebouwd, waardoor troepen snel over de IJssel verplaatst konden worden. De gebruikelijke gang van zaken bij een belegering was, dat de belegeraars schanswerken aanlegden waarachter zij beschutting konden vinden tegen beschietingen vanuit de stad. Maurits wachtte hier echter mee en ondervroeg eerst overlopers en andere mensen die niet lang daarvoor nog in Deventer verbleven. Zo kwam hij op de hoogte van de situatie in de stad. Uit de verhalen bleek dat er tussen de Duitsers en de Walen van het garnizoen spanningen waren, omdat de Duitsers geen soldij kregen uitbetaald, maar de Walen wel. Het bleek ook dat troepen die kort tevoren in Zutphen waren verslagen, naar Deventer waren gevlucht. Maurits hoopte dat door hun aanwezigheid het moreel in de stad zou dalen. Naar aanleiding van de berichten die hij te horen kreeg, besloot de legeraanvoerder de stad direct aan te vallen.
Op negen juni liet Maurits vanaf zonsopgang de zuidelijke stadsmuur massaal beschieten met kanonnen. Burgemeester Dorre van Deventer zou later verklaren dat bij dit bombardement 3.695 inslagen werden geteld. Met name de Zandpoort kreeg een heftige kanonnade te verduren en werd zelfs in puin geschoten. Hierdoor ontstond een bres in de stadsmuur waardoor aanvallers de stad in zouden kunnen gaan. Engelse soldaten kwamen hiervoor met een plan en Maurits liet hen dat uitvoeren. Diezelfde middag nog werd een schip met een bruggedeelte de 50 voet brede haven bij de Zandpoort in gevaren. De op het schip gemonteerde brug gaf de opvarenden bescherming tegen beschieting vanuit de stad. Op het schip waren Engelse soldaten ingescheept, die tezamen met troepen die over de brug zouden komen, een aanval moesten uitvoeren op de stad. De soldaten waren echter te enthousiast en verlieten het schip al voordat de brug goed verankerd was. Hierdoor mislukte de actie en moesten de troepen zich terugtrekken. Het schip bleef in de haven achter.
Gedurende de hierop volgende nacht probeerden inwoners van de stad de brug in brand te steken. Dit mislukte omdat het Staatse leger door het instellen nachtelijke patrouilles maatregelen had getroffen om de brug te bewaken. In de stad zagen inmiddels troepen en burgers het hopeloze van hun positie in. Ze besloten nog voor zonsopkomst een tamboer naar de Staatse troepen te sturen om aan te geven dat ze bereid waren over het stoppen van de strijd te praten. Diezelfde dag ondertekende de gewond geraakte graaf Herman Van den Bergh de overgave van de stad.

## Nasleep
Van den Bergh en het garnizoen konden, inclusief hun familieleden en bezittingen, met vliegende vaandels, slaande trom en brandende lonten de stad verlaten. Er werd hun geen beperking opgelegd in de bestemming, dat was een tegemoetkoming in verband met de snelle overgave. Ongeveer 250 doden en gewonden bleven achter. Van den Bergh trok met zijn troepen naar Coevorden toe, waar Francisco Verdugo gelegerd was met 1500 soldaten. Door de verschansing en snelle overgave van de stad kon Verdugo geen poging tot ontzet doen. Maurits had vervolgens andere zorgen, hij wist allereerst te voorkomen dat zijn troepen de stad plunderden. Daarnaast zorgde hij ervoor dat een nieuw stadsbestuur werd aangesteld dat bestond uit calvinisten. Omdat de meeste calvinisten lang voor het beleg de stad waren ontvlucht, werd het nieuwe stadsbestuur voornamelijk gevormd door personen die uit ballingschap terugkwamen.
De met grof geweld gepaard gegane belegering had de in stad veel schade berokkend. In totaal waren volgens Burgemeester Heijnck, de trezorier (penningmeester) van Deventer, 520 huizen geruïneerd en verlaten. Het inwonertal was naar schatting gedaald tot 6800 of minder.
Maurits moest vervolgens bepalen in welke richting zijn veldtocht verder zou gaan. De keuze was tussen Groningen in het noorden en Nijmegen in het zuiden. Toen hij bericht kreeg dat de hertog van Parma met een leger op weg was om Groningen te versterken besloot Maurits om meteen naar het noorden te trekken.
Om te voorkomen dat Deventer weer eenvoudig veroverd zou worden door de Spanjaarden werd de stad omgevormd tot vestingstad met bastions en ravelijnen buiten de middeleeuwse stadsmuren. De Spanjaarden hebben in de jaren na het beleg nog pogingen gedaan om Deventer te heroveren, maar zijn daar niet in geslaagd. Door de verovering van Maurits, kwam er in Deventer een einde aan de 13 jaar durende periode van wisselde heerschappij, die begon met het beleg van 1578. Deze periode werd achteraf ook wel de Quade jaren genoemd, en economisch gezien is Deventer, eens een zeer welvarende Hanzestad en hoofdplaats van Overijssel, nooit meer in oude luister hersteld.

## In de literatuur
Het beleg is in diverse gedichten verheerlijkt. Vaak werd daarbij het beleg van Zutphen en het beleg van Deventer in 1591 samen besproken. Een passage uit een van de gedichten, is het volgend stukje, waarin de mislukte Engelse actie wordt beschreven en de overgave van de stad:
| Als nu de muer lach onder de voet Saghmen de brug' aen bringhen, D'Enghels regiment kloeck van moet Saghmen doen sterck aen dringhen, Daer stont Graef Harman ons vyandt Die deed' ons datmael wederstandt Deur hulp van Paepsche voncken Die hem hadden beschoncken. Maer als den nacht was ghepasseert Smorghens wat voor den vieren, Doen was haren hooghmoet ghecesseert Sy wilden accorderen, Ter belieft sijner Excellentie vroet En te behouden lijf en goet Dan is d'accoort beschreven De Stadt is ons ghebleven. |